# Жарковский (станция)
Жарковский — железнодорожная станция Октябрьской железной дороги, Расположенная в посёлке Жарковский Тверской области. Конечная действующая станция тупиковой пассажирской линии Земцы — Жарковский, протяжённостью 47 км. Станция, в основном, грузовая — пассажирское сообщение осуществляется два раза в неделю. Продолжение ветки в сторону Смоленска действует только на 4 километра, до посёлка Кривая, далее в сторону Смоленска железная дорога не используется с 1995 года и разобрана к 2004 году.

## Осуществляемые операции
Станция осуществляет следующие пассажирские и грузовые операции:
- Продажа пассажирских билетов, прием, выдача багажа;
- Прием и выдача повагонных отправок грузов;
- Прием и выдача мелких отправок грузов;
- Прием и выдача повагонных и мелких отправок.

## История
Строительство железнодорожной линии через Жарковский, как части магистрали Санкт-Петербург — Новгород — Смоленск, планировалось ещё в 1915 году, но не состоялось из-за революции 1917 года. Участок до станции Жарковский был введён в эксплуатацию к 1933 году, линию успели продлить до деревни Ломоносово — на предвоенных картах Ломоносово обозначалось, как конечная станция. В 1941 году район станции был оккупирован фашистами, мосты станции и пути во многих местах разрушены. После освобождения в 1942 году линия, в большей части из-за нужности для фронта, была быстро восстановлена 
На 3-й отдельный плотничный батальон и 2 роту 8 отдельного восстановительного железнодорожного батальона было возложено восстановление пути, раздельных пунктов и мостов на железнодорожном участке Земцы-Ломоносово Калининской ж.д. Эта задача была выполнена в кратчайший срок. С 29.04. по 17.05.1942 года было восстановлено 62 км пути, восемь средних мостов и один мост большого отверстия.
Во второй половине 1980-х годов линия была доведена до Смоленска и в порядке эксперимента пригородный дизель-поезд из Смоленска ходил до станции Жарковский. В 1982 году грузо-пассажирский поезд ходил дважды в сутки, в 1994 году — раз в сутки. Остальная часть линии использовалась для снабжения Смоленской ГРЭС углём из Нелидово, а после прекращения в 1995 году использования нелидовского угля была заброшена, пришла в негодность и на многих участках разобрана.